# جودیت آیوی
جودیت آیوی (انگلیسی: Judith Ivey؛ زادهٔ ۴ سپتامبر ۱۹۵۱) هنرپیشه اهل ایالات متحده آمریکا است. وی از سال ۱۹۸۲ میلادی تاکنون مشغول فعالیت بوده‌است.
از فیلم‌هایی که وی در آن نقش داشته‌است، می‌توان به وکیل‌مدافع شیطان، زن سرخ‌پوش، در کشور، معما، آلاسکا، مایل‌ها دور از خانه، میدان واشنگتن، مواضع سازشکارانه و مرد تنها اشاره کرد.